# 三原夕香
三原 夕香（みはら ゆうか、1977年3月9日 - ）は、日本の元AV女優。別名川村 千里（かわむら ちさと）。

## 略歴
- 1996年にデビューした。
- 2002年、結婚とともに芸能界を引退した。

## 出演作品

### アダルトビデオ
1996年
- 妖精（1月28日、宇宙企画）
- 制服神話（2月25日、宇宙企画）
- 放課後（4月14日、宇宙企画）
- Angel　三原夕香（5月19日、宇宙企画）
- さくら色の果実（7月25日、KUKI）
- ぱっくんちょ（8月29日、KUKI）
- いい湯だな（9月25日、KUKI）
- 生き物バンザイ（10月30日、KUKI）
- やさしくむいて（11月30日、KUKI）
- 愛がなくちゃね（12月18日、KUKI）

1997年
- アダルトBESTヒット1996 5 総集編（1月1日、シネマジック）他出演:三枝美憂、水野愛、桜樹ルイ、光月夜也
- アダルトBESTヒット1996 9 総集編（1月1日、シネマジック）他出演:麻生早苗、三枝美憂
- らんらんらん（1月19日、KUKI）
- 美肉姉妹レイプ　引き裂かれた粘膜（2月28日、エイトマン）共演：矢沢ようこ
- KUKI・アダルトヒット大全集豪華版  総集編（4月16日、KUKI）他出演:水野愛、光月夜也、寺尾佑理、ほか
- 純情ハードコア（4月23日、エイトマン）
- 女教師乱れ泣き・犯された学園（5月31日、エイトマン）他出演:小室友里、鈴木真帆香、森本みう、牧野さおり、結城綾音、椎名ひかる、山本瞳、川村ひかる
- 妄想監禁ペット　ぼくの可愛いオナニー先生（6月27日、芳友舎）
- 女王様夕香の奴隷遊び（7月30日、アイビック）
- AVアイドル大集合!　スーパーエロすぐり8連発  総集編（8月27日、エイトマン）他出演:矢沢ようこ、三枝美憂、後藤えみり、可愛手翔
- 欲情レイプ（8月30日、アイビック）
- 女子校生監禁凌辱・鬼畜輪姦４～樹海編～（10月1日、アタッカーズ）
- 純情熱烈ハードコア（10月1日、KUKI）

1998年
- 超アドニス　妖精の微笑　パート 2  総集編（1月20日、アイビック）

2001年
- 死夜悪 The Best 3 鬼畜輪姦セレクト（9月1日、アタッカーズ）他出演:秋山みほ、村上みわ、吉野サリー

2003年
- 宇宙企画Classic 三原夕香（1月17日、宇宙企画）
- ねらわれた女教師たち（1月21日、ビデオバンク）他出演:安来めぐ、遠野春希、夢野まりあ、中山美礼、天宮かのん、瞳リョウ、草凪純
- 宇宙企画Classic 三原夕香2（8月8日、宇宙企画）

2007年
- 美肉姉妹レイプされた純潔（10月31日、ビデオバンク）他出演:矢沢ようこ、井上詩織、水谷あみ、真木いづみ、森原由紀

2013年
- 大人のAV まとめて10作品 vol.9（5月3日、ｈ．ｍ．ｐ）他出演:葉山みどり、松本コンチータ、有賀美穂、牧本千幸
- 復刻セレクション Wパック さくら色の果実＆やさしくむいて（8月9日、KUKI）

### 映画
- 西廂艷譚 （1997年） 香港映画  川村千里名義
- タオの月（1997年） 日本映画  川村千里名義　- デプンの女神 役

### オリジナルビデオ作品
- THE DOGMAN（1997年）
- 教育実習生 レイプ肉地獄（1998年）- 主演・青木奈緒 役
- F.I.S.H 世紀末人形伝説（1998年）
- 聖職者の下半身2 痴漢教師（1998年）
- Chika 天使が通り過ぎる季節（1998年）- 主演・Chika 役　他出演:森本みう、佐藤美貴
- 晴レタ日ニハ・・・（1998年）
- 人妻スチュワーデス「制服昇天」（1999年）
- 新･痴漢白書 3（1999年）

### テレビドラマ
- 女怪（1996年、フジテレビ）
- しようよ♡（1996年、テレビ朝日）
- エコエコアザラク（1997年、テレビ東京）
- 悪いこと「閉ざす」（1998年、フジテレビ）
- 美少女新世紀 GAZER（1998年、テレビ朝日）
- 土曜ワイド劇場
  - 混浴露天風呂連続殺人「みちのく津軽の秘湯に消えた女」（1998年、テレビ朝日）
  - 嫁姑が謎に挑戦「信州路に消えた殺人者」（1999年、テレビ朝日）
- 古畑任三郎 第29回「忙しすぎた殺人者」(1999年、フジテレビ）

### 写真集
- かりん　川村千里写真集 （英知出版、1997年3月）ISBN 9784754251062
- NEO LOVE JAPAN（ぶんか社、1997年6月）4名のオムニバス ISBN 4821121476